# 椋木えり
椋木 えり（むくのき えり、1992年7月10日 - ）は、日本の女優。東京都出身。身長158cm。JAPANステージに所属していた。

## 出演作品

### ドラマ
- 月曜ドラマシリーズ「私の青空2002」（NHK）
- 金曜エンタテイメント「男と女」（フジテレビ） - 余貴美子の幼少時代 役
- MAGISTER NEGI MAGI 魔法先生ネギま!（テレビ東京） - 村上夏美 役
- 木曜ドラマ「四つの嘘」（テレビ朝日）

### 映画
- 火星のカノン（2002年）- 出口ありみ 役

### CM
- ニビシ醤油

### スチール
- コナミスポーツ
- 大成建設

### webラジオ
- TVドラマ魔法先生ネギま!『voice from pRythme』（2008年2月22日 - ） - パーソナリティー
- TVドラマ魔法先生ネギま!『ざ・まほらNEWS』（2008年2月13日 - 2008年2月20日の配信分） - ゲスト
- TVドラマ魔法先生ネギま!『あなたがプロデューサー（仮）』（2008年5月21日 - 2008年6月3日の配信分）

### CD
麻帆良学園3-A生徒31人 名義
- Pink Generation

雪広あやか、那波千鶴、村上夏美 名義
- 31S'LOVE シアワセサガシ

pRythme(プリズム)（麻生夏子、河瀬ゆり、椋木えり） 名義
- Pink Generation(pRythme ver.)
- kIzuna
- Move On! (pRythme ver.)
- Get A LIFE
- とおまわり
- 1000%SPARKING!（pRythme ver.）
- 恋ノ唄